# Santiago (tỉnh Chile)
Tỉnh Santiago (tiếng Tây Ban Nha: Provincia de Santiago) là một tỉnh của Chile. Tỉnh có diện tích 2090.3 km2, dân số theo điều tra năm 2002 là 4668473 người. Tỉnh lỵ đóng ở Santiago. Tỉnh có 32 khu tự quản.